# Кохтла-Ярве – Ленінград
Кохтла-Ярве – Ленінград – трубопровід, споруджений після Другої Світової війни для постачання штучного газу до другого за величиною міста СРСР.
У другій половині 1940-х років на північному сході Естонії розпочали активно розробку покладів горючих сланців, з яких, серед іншого, отримували штучне газоподібне паливо. Першим споживачем спродукції порудженого в Кохтла-Ярве комбінату повинен був стати Ленінград. Для цього в 1949 році ввели в експлуатацію газопровід довжиною 200 км та діаметром 500 мм. Через кілька років тут проклали другу нитку. Втім, вже з 1957 року поставки до Ленінграду припинились, оскільки туди по газопроводу Білоусово – Ленінград почав надходити природний газ північнокавказьких родовищ. 
У 1968-му в Кохтла-Ярве спорудили завод з виробництва азотних добрив. Спершу його розраховували на місцеве штучне паливо, проте в підсумку ухвалили рішення на користь більш вигідного природного газу. Поставки останнього в Естонію розпочались у 1969 році по переведеному в реверсний режим газопроводу з Ленінграда. А в 1979-му на північ Естонії в систему Кохтла-Ярве – Таллінн подали блакитне паливо з району Ізборська, куди воно поступало через потужний газопровід Валдай – Псков – Рига. Станом на середину 2010-х поставки російського газу до Естонії здійснюються само по цьому маршруту. При цьому виробництво місцевого штучного газу припинилось в середині 1980-х. 
Російська ділянка трубопроводу Кохтла-Ярве – Ленінград продовжує використовуватись як складова Єдиної системи газопостачання. На 2017 рік запланована модернізація відтинку довжиною 121 км, яка полягатиме в прокладанні газопроводу діаметром 700 мм із демонтажем двох ниток по 500 мм. Блакитне паливо буде необхідним для реалізації в місті Кінгісепп проекту з виробництва амміаку, розпочатого будівництвом у 2015 році.